# Balaklava

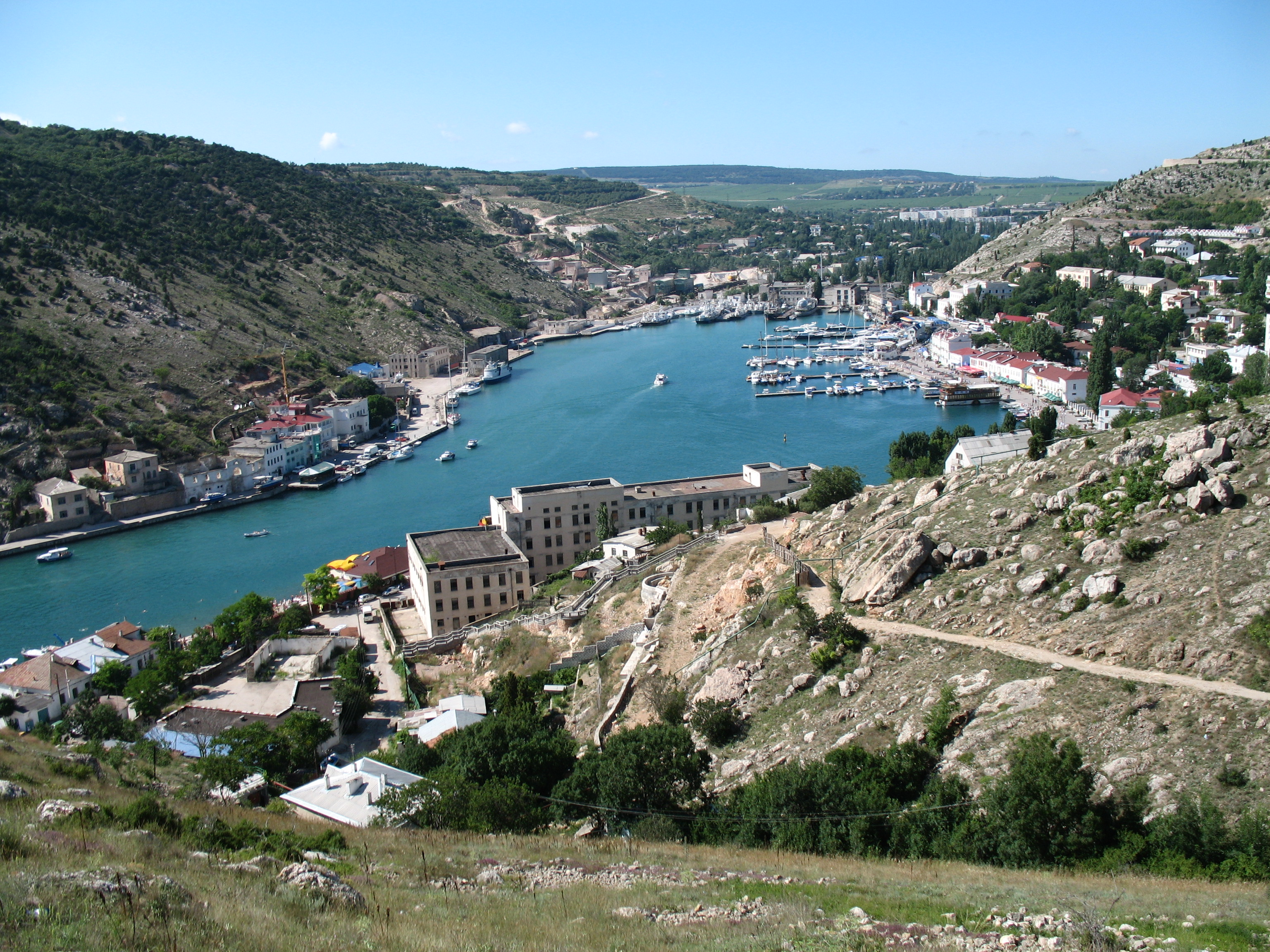
Balaklava.

För andra betydelser, se Balaklava (olika betydelser).

Balaklava (ryska och ukrainska: Балаклава; krimtatariska: Balıqlava) är ett område som ligger på Krim och ingår sedan 1957 i staden Sevastopol som blev direktstyrt från Moskva under sovjettiden. Det administrativa centret för Balaklavskyj rajon (totalt cirka 26 000 invånare, folkräkning 2001), som är en av fyra rajoner i Sevastopol kommun, ligger här. Balaklava har en hamn vid Balaklavabukten vid Svarta havets kust. Platsen är känd för slaget vid Balaklava under Krimkriget.